# Hybauchenidium
Hybauchenidium és un gènere d'aranyes araneomorfes de la subfamília Erigoninae, dins de la família Linyphiidae.
Fou descrit per primera vegada per Å. Holm l'any 1973.

## Distribució
Es pot trobar a la zona holàrtica: Canadà, Finlàndia, Groenlàndia, Rússia, Suècia, i els Estats Units:

## Llista d'espècies
Segons The World Spider Catalog 12.0:
- Hybauchenidium aquilonare (L. Koch, 1879) (Espècie tipus)
- Hybauchenidium cymbadentatum (Crosby & Bishop, 1935)
- Hybauchenidium ferrumequinum (Grube, 1861)
- Hybauchenidium gibbosum (Sørensen, 1898)